# 富田の一本松

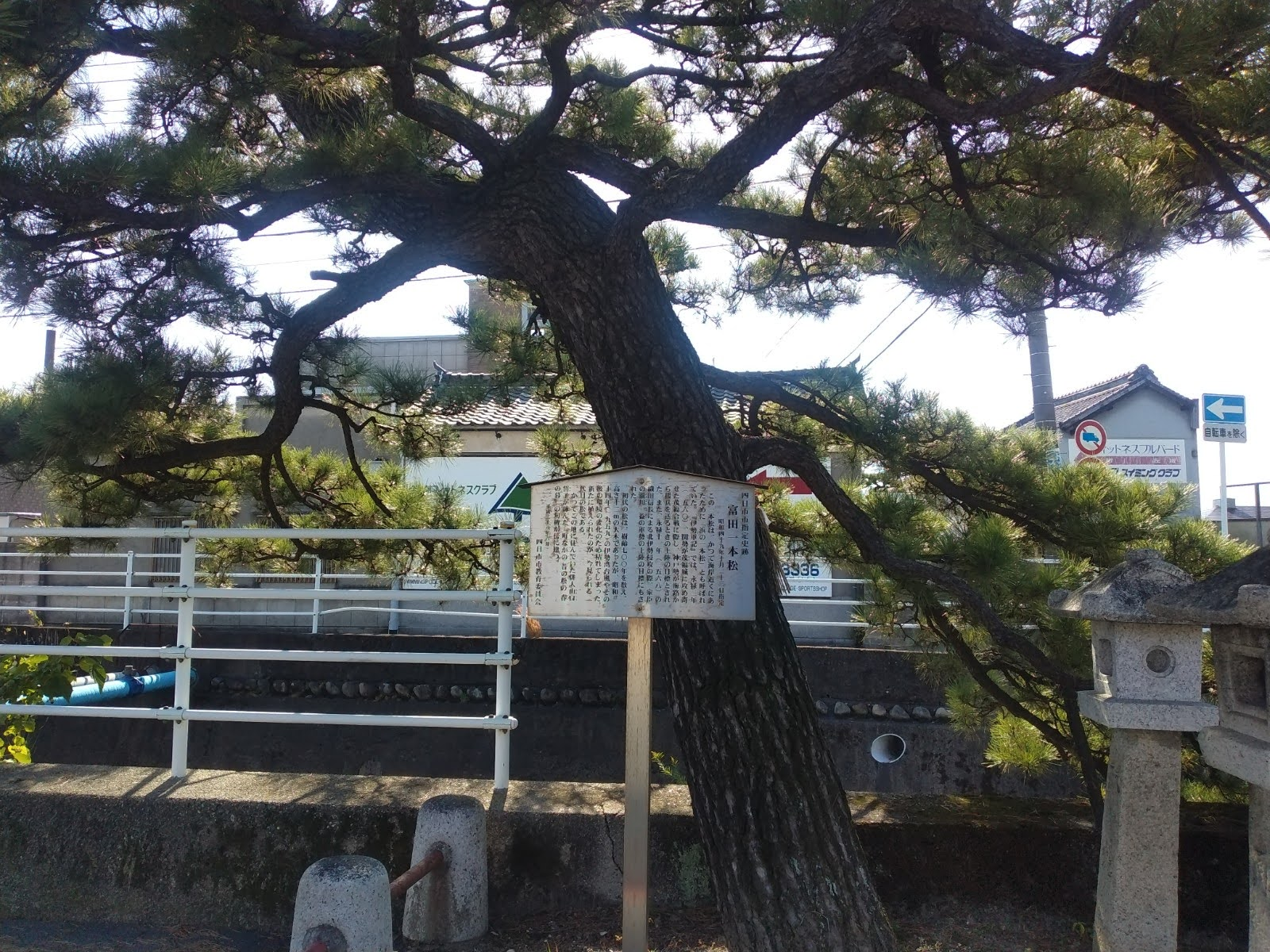
富田の一本松跡

富田の一本松（とみだのいっぽんまつ）は、　三重県四日市市富田地区の老松で史跡。所在地は国道1号線沿いの四日市市東富田町。樹齢が700年を超えていて、永年の風雪にも良く耐えていたが、1960年（昭和35年）に枯れて、その後四日市市の史跡となった。

## 一本松の歴史
1936年（昭和11年）富田商工会の観光案内の内容に「八間道路の南端、十四川のほとりに一本松の老松あり、樹齢700年を経過する」と書いてあった。東富田付近が波打ち際であった頃に、伊勢湾の内海航路の船、伊勢湾の漁船の目印となっていた。「伊勢軍記」によると茂福合戦があり、羽津城の田原氏と茂福城の茂福氏の戦争で、鈴鹿の神戸勢の援護を受けた茂福氏が勝利したとされている。石碑が立てられており、碑文がある。富田地区民の心のふるさとの神の松も　「永年風雪に耐え　樹齢七百年を経て枯死する。ここに往時を偲び　史跡として永久に記念し　後世に伝えるためこの碑を建てたものである」と富田文化財保存会の名で刻まれている。樹齢700年を数え、高さ12mの立派な松でその後は2007年（平成19年）まで高さ5mの幹の部分だけが残っていた。かつてこの地に居住していた俳人山口誓子の「町なかの　昔の松の　春の暮」の句碑がそばに立っています。戦国時代の1560年（永禄3年）の茂福合戦の折には、救援に富田浜に上陸した神戸氏軍による伊勢湾からの上陸作戦の目印として、1568年（永禄11年）の織田信長の伊勢侵攻で家臣の滝川一益の織田軍上陸の際も一本松を富田地域攻略の目印とした。江戸時代の1780年（安政9年）の富田の大火の際に富田の一本松が奇跡的に炎上しなかったので、それをあがめて「瑞祥の松」とも呼ばれていた。この大きい大松は1959年（昭和34年）の伊勢湾台風の高潮被害を受けて、翌年の1960年（昭和35年）に富田の一本松が枯れて死んだ。

## 現在
その後、第2世の2代目富田の一本松が順調に育ち1974年（昭和49年）10月23日に四日市市の文化財の指定を受けた。富田の象徴である富田浜地区東富田のシンボルで神の松として、富田地区の東富田町住民に親しまれて、天狗の松、竜王の松の異名がある。老松の松の根本の部分が5メートル位残って保存されていたが、2007年（平成19年）9月7日の台風の余波の被害でとうとう枯れ果てた。台風被害と同時に富田の一本松の灯篭一基も台風で破損したので四日市市・富田地区連合自治会・富田地区民が修理をした。枯れ果てた富田の一本松は厳かに鳥出神社の宮司である喜多嶋家の神官の手によって、年末に鳥出神社で行われる大晦日の篝火として葬られた。また、二基の富田の一本松の灯篭は1934年（昭和9年）に三重郡富田町の有力者の勝野秀・飯田左三の寄進によるものである。富田の一本松の横に俳人の山口誓子の句碑を建設して後世に伝えている。句碑のは山口誓子の直筆が刻み込まれている。山口誓子の直筆は以下で「町なかの　昔の松の　春の暮れ」と詠まれていた。廃止された近鉄四日市駅から桑名駅間の三重交通の路線には、国道1号線沿いの富田の一本松がある東富田町付近に「一本松バス停」が存在した。